# Klosterser Zeitung
Die Klosterser Zeitung ist eine einmal wöchentlich jeden Freitag erscheinende deutschsprachige Regionalzeitung im Tabloidformat in Klosters im oberen Prättigau im Kanton Graubünden. Sie wurde 1963 von Johannes Haltiner gegründet und geleitet. Er gab das Amt als Chefredaktor nach 50 Jahren Ende 2013 ab. Seither wird die Redaktion von Conradin Liesch geleitet.
Die Zeitung berichtet über lokale Ereignisse der Gemeinde Klosters, touristische Ereignisse und Angebote, sportliche Events, enthält aber auch Dialektgeschichten in Walser Mundart. Die Inserate- und Serviceseiten sind mit denen der Davoser Zeitung identisch.
Die Zeitung, die zur Südostschweiz Mediengruppe gehört, hat eine WEMF-beglaubigte Auflage von 2'426 (Vj. 2'472) verkauften bzw. 2'496 (Vj. 2'565) verbreiteten Exemplaren. Redaktionssitz ist Klosters, Druck- und Verlagsort Davos.